# Tino Rangatiratanga
La Tino Rangatiratanga (in lingua māori: Sovranità Assoluta), meglio conosciuta come la bandiera dei Maori, è la bandiera che rappresenta il popolo Maori.
Il suo significato è il seguente:
- Il nero rappresenta Te Korekore, (il regno dell'essere potenziale), simboleggia la lunga oscurità da cui è emersa la terra, oltre a significare Rangi, i cieli: una forza maschile informe, fluttuante e passiva.
- Il rosso rappresenta Te Whei Ao, (l'arrivo), simboleggia Papatuanuku: la madre terra, il sostenitore di tutti gli esseri viventi, e quindi sia la terra che le forze attive.
- Il bianco rappresenta Te Ao Marama, (il regno dell'essere e della luce), simboleggia il mondo fisico, la purezza, l'armonia, l'illuminazione e l'equilibrio.
- Il Koru a spirale, simbolo di una fronda di felce arricciata, rappresenta il dispiegarsi di una nuova vita: la speranza per il futuro e il processo di rinnovamento.